# كلاي براون
كلاي براون (بالإنجليزية: Clay Brown)‏ هو مهندس أمريكي، ولد في 25 سبتمبر 1963.